# Frode Munksgaard
Frode Munksgaard (født 26. august 1949 i Videbæk) er en dansk journalist og erhvervsmand, tidligere tv-vært og chef for TV 2 Charlie. Han har blandt andet været vært og producer på DR-programmerne Profit og Hammerslag. Munksgaard var opfinder af begge programmer, og var vært på sidstnævnte fra 1994-2003.

## Anerkendelse
- TV Prisen: Årets TV-vært 2002[3]

## Filmografi
- Hammerslag (1994-2003) - vært
- Et liv med antikviteter (2004) - vært
- I museernes gemmer (2005) - vært
- 4-stjerners middag (2010) - deltager